# Salvelinus elgyticus
Salvelinus elgyticus is een soort forel die behoort tot de zalmen (onderfamilie Salmoninae, familie Salmonidae). De Engelse naam van deze vis is Small-mouth char, de Russische naam is малоротая палия.
Het is een in 1981 beschreven endemische vis die voorkomt in het Elgygytgynmeer (Russisch en Tsjoektsjisch: Эльгыгытгын) op het schiereiland van Centraal-Tsjoekotka in het noordoosten van het Russische Verre Oosten. Verder is weinig bekend over deze soort forel. Hij staat niet op de Rode Lijst van de IUCN.